# Plešice
Plešice (s předložkou 2. pád do Plešic, 6. pád v Plešicích) jsou vesnice, místní část Třebenic. Ve vesnici žije 71 obyvatel.

## Geografická charakteristika
Katastrální území Plešic leží v kraji Vysočina v okrese Třebíč. Na západě sousedí s územím Třebenic, na severu v údolí zaplaveném vodami Dalešické přehrady s územím Koněšína a Kozlan, na západě s územím Třesova (jen asi 200 m) a Stropešína, na jihu pak s územím Chroustova a Valče.
Část plešického údolí řeky Jihlavy je zalita vzdutými vodami Dalešické přehrady. Té odevzdává své vody Plešický potok, přitékající na území Plešic od Třebenic, a potok Svodnice, přitékající od Chroustova.
Plešice se rozkládají v jižní části svého území. Jejich území leží asi 1,5 km na východ od Třebenic. S Třebenicemi a Chroustovem jsou Plešice spojeny silnicí č. III/35122, se silnicí č. II/351 pak silnicí č. III/35121. Velikost katastrálního území činí 4,2 km².

## Historie
První písemná zmínka o Plešicích pochází z roku 1046, v roce 1393 již byla naproti hradu Holoubek založena tvrz, důvodem pro založení tvrze bylo obsazení Holoubku Jindřichem z Kunštátu a Jevišovic, poté, co se původní majitel na Holoubek vrátil, tak tvrz již nebyl využívána.
V roce 2019 byl v obci zaveden vodovod.
Z hlediska území správy byly Plešice vedeny v letech 1869–1930 jako osada obce Třebenic v okrese Moravský Krumlov, od roku 1950 pak jako část Třebenic v okrese Třebíč.
| Rok            | 1869 | 1880 | 1890 | 1900 | 1910 | 1921 | 1930 | 1950 | 1961 | 1970 | 1980 | 1991 | 2001 |
| -------------- | ---- | ---- | ---- | ---- | ---- | ---- | ---- | ---- | ---- | ---- | ---- | ---- | ---- |
| Počet obyvatel | 95   | 107  | 108  | 104  | 120  | 109  | 109  | 87   | 97   | 78   | 72   | 66   | 65   |

## Pamětihodnosti
- kaple Panny Marie Bolestné
- Holoubek, jinak též německy Taubenstein – zřícenina hradu ze 14. století při Dalešické přehradě